# آنر 10
آنر 10 (بالإنجليزية: Honor 10)‏ هو هاتف ذكي تم تصنيعه بواسطة هواوي تحت العلامة التجارية الفرعية أونور الخاصة بهم.